# 2000 في أستراليا
فيما يلي قوائم الأحداث التي وقعت خلال عام 2000 في أستراليا.

## أحداث
- 15 سبتمبر – الألعاب الأولمبية الصيفية 2000

## رياضة
- 12 مارس – جائزة أستراليا الكبرى 2000 الفائز مايكل شوماخر.

## أفلام
من الأفلام التي صدرت هذه السنة في أستراليا:
- 1 يناير – ثلاثة ملوك من إخراج ديفيد أو. راسل.
- 24 مايو – مهمة مستحيلة 2 من إخراج جون وو.
- 14 ديسمبر – ملكة الدماثة من إخراج دونالد بيتري (ممثل).

## موسيقى

### أغاني
من الأغاني التي صدرت هذه السنة في أستراليا:
- 19 يونيو – سبينينغ أراوند من غناء كايلي مينوغ.
- 11 سبتمبر – أون آ نايت لايك ذيس من غناء كايلي مينوغ.
- 9 أكتوبر – كيدز من غناء كايلي مينوغ.
- 11 ديسمبر – بليز ستاي من غناء كايلي مينوغ.

## كتب
من الكتب التي صدرت هذه السنة في أستراليا:
- 1 سبتمبر – شبكة العنكبوت من تأليف تشارلز أوسبورن.

## مواليد

### مايو
- 10 مايو – ديستاني أيافا لاعبة كرة مضرب أسترالية.

## وفيات

### يناير
- 1 يناير – ريتشارد شليزنغر (مواليد 1900) لاعب كرة مضرب أسترالي.
- 1 يناير – ريس جيميل (مواليد 1896) لاعب كرة مضرب أسترالي.
- 1 يناير – سيلفيا لانس هاربر (مواليد 1895) لاعبة كرة مضرب أسترالية.

### مارس
- 30 مارس – جورج باتشيلور (مواليد 1920)

### يونيو
- 26 يونيو – جوديث رايت (مواليد 1915)

### يوليو
- 14 يوليو – مارك أوليفانت (مواليد 1901) فيزيائي أسترالي.

### أغسطس
- 31 أغسطس – جوان هارتيجان (مواليد 1912) لاعبة كرة مضرب أسترالية.